# Secret Beyond the Door...
Secret Beyond the Door... é um filme norte-americano de 1948, do gênero suspense e drama policial (filme noir), dirigido por Fritz Lang.

## Sinopse
Uma jovem e rica herdeira conhece, durante umas férias no México, um arquiteto por quem se apaixona e com quem casa após um rápido noivado. Após o casamento, ele leva-a para a mansão da família, dominada pela irmã mais velha e pela secretária. É então que a jovem esposa descobre que o marido tem muitos segredos...

## Elenco principal
- Joan Bennett...Celia Lamphere
- Michael Redgrave...Mark Lamphere
- Anne Revere...Caroline Lamphere
- Barbara O'Neil...Senhora Robey
- Natalie Schafer...Edith Potter
- Paul Cavanagh...Rick Barrett